# Georgische Bagratiden

Das Wappen der georgischen Bagratiden

Die Georgischen Bagratiden (georgisch ბაგრატიონი, bagrationi) sind eine georgische Herrscherdynastie. Sie waren die am längsten regierende königliche Familie im Kaukasus. Sie begannen als Fürstenhaus und erlangten im 9. Jahrhundert in Georgien königlichen Status. 1801 wurden sie zunächst in Kartlien-Kachetien und 1810 in Imeretien vom russischen Zaren entthront, existieren aber bis zum heutigen Tage nominell als Königshaus von Georgien weiter.
Eine mögliche gemeinsame Herkunft mit den ausgestorbenen armenischen Bagratiden ist umstritten.

## Geschichte
Der Ursprung der georgischen Bagratiden-Dynastie und der Zeitpunkt ihres Auftauchens in Georgien ist umstritten. Nach Auffassung westlicher Wissenschaftler stammen die georgischen Bagratiden von dem 722 nach Iberien (heutiges Ostgeorgien) geflohenen Prinzen Vasak aus der armenischen Bagratiden-Dynastie ab. Er war der Sohn des armenischen Herrschers Aschot III. Seinem Sohn Adarnase soll vom georgischen König erblicher Besitz in Klardscheti und Samtsche verliehen worden sein. Adarnases Sohn Aschot I. habe schließlich das Fürstentum Iberien gewonnen und die letzte königliche Dynastie Georgiens gegründet.
Die georgischen Bagratiden schufen ihre eigene Abstammungslegende. Sie leugneten jede Verbindung mit den armenischen Bagratiden und leiteten sich von König David her. Sie behaupteten weiter, Guaram I. Kuropalat (575–590) aus der Dynastie der Chosroiden sei der erste georgische Bagratidenherrscher gewesen. Über Jahrhunderte machte sich die Geschichtsschreibung diese Darstellung zu eigen. Inzwischen wird der biblische Ursprung der georgischen Dynastie nicht mehr behauptet. Jedoch vertreten verschiedene georgische Wissenschaftler unverändert die Auffassung, dass Guaram Gründer der georgischen Dynastie sei.
Die georgischen Bagratiden herrschten mit Unterbrechungen zunächst als Kuropalate, seit 809 als Könige. Unter den Herrschern von Abchasien und Georgien tauchen mehrere Herrscher mit dem Namen Bagrat, so z. B. Bagrat III. auf.
In Kartli-Kachetien (heute Ostgeorgien) wurden die Bagratiden 1801 vom russischen Zaren Paul I. entthront. Thronfolger David Batonischwili wurde außer Landes gebracht. Seine Nachfolger erhielten den Fürstenstatus im Russischen Adel. Russlands Feldherr Pjotr Iwanowitsch Bagration, der in den Befreiungskriegen gegen Napoleon kämpfte, entstammte dieser Linie. In Imeretien (heute Westgeorgien) herrschten die Bagratiden noch bis zur Eroberung durch Russland 1810. Letzter Herrscher war dort Salomon II. (1789–1810).

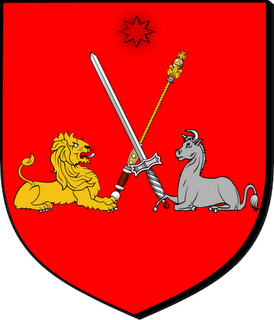
Königreich Kartlien
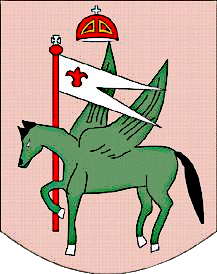
Königreich Kachetien
Königreich Imeretien

## Linien des Hauses

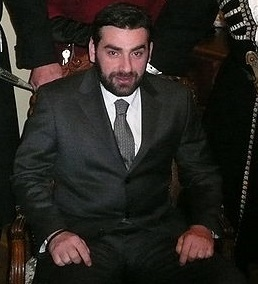
David Bagration-Muchrani

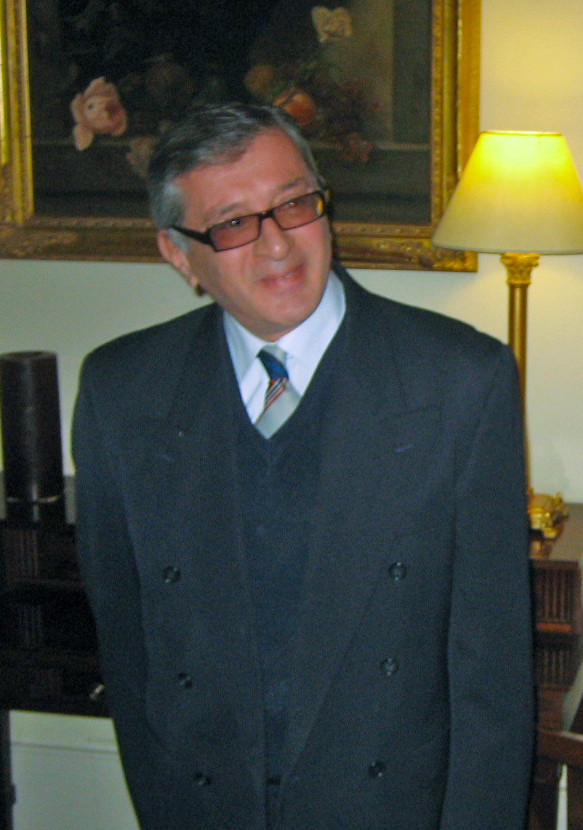
Nugzar Bagration-Grusinski

Die nach genealogischer Seniorität älteste existierende Linie der Bagratiden sind die Bagration-Muchrani (oder Mukhrani bzw. Mukhraneli), ein jüngerer Zweig der bis 1724 regierenden (und im frühen 20. Jahrhundert erloschenen) Linie der Könige von Kartlien.
Die genealogisch jüngere Linie der Bagration-Grusinski hingegen regierte im Königreich Kachetien und von 1762 bis 1801 in Personalunion in den vereinigten Königreichen von Kachetien und Kartlien.
Die Linie Bagration-Imereti regierte bis 1810 im Königreich Imeretien, dessen letzter König Salomon II. (1772–1815) erst nach kriegerischen Auseinandersetzungen mit rivalisierenden Verwandten auf den Thron gelangte. Er starb kinderlos, so dass die Thronansprüche an seinen Vetter David (1781–1820) fielen, dessen Linie 1937 erlosch. Nachfahren eines älteren, jedoch unehelich geborenen Bruders von David, Simon, existieren bis heute in Georgien, werden jedoch von den anderen Bagratiden-Linien nicht als legitim anerkannt; gegenwärtiges Oberhaupt der Linie ist Irakli Davitis Dze Bagrationi (* 1982).
Nach dem Einmarsch der Roten Armee in Georgien 1921 emigrierten viele Angehörige der Bagratidenfamilie. Während andere Nachkommen in Georgien blieben, proklamierte sich 1942 Irakli Bagration-Muchrani in Rom zum Oberhaupt des gesamten Hauses und gründete die Union georgischer Traditionalisten. Leonida Georgievna Bagration-Moukhransky (1914–2010) heiratete 1948 Wladimir Kirillowitsch Romanow (1917–1992), seit 1938 Oberhaupt des früheren Zarenhauses Romanow-Holstein-Gottorp. Ihre Tochter Marija Wladimirowna Romanowa (* 1953) ist die heutige russische Thronprätendentin des Hauses Romanow.
Oberhaupt der Muchrani-Linie ist gegenwärtig David Bagration-Muchrani (spanisch David Bagration de Mouchrani y de Zornoza), der 1976 in Madrid geboren wurde und inzwischen in Georgien lebt. 2003 verlegte er seinen Wohnsitz nach Tiflis und hat seither eine doppelte Staatsbürgerschaft.
Nach herrschender Auffassung war jedoch Nugsar Bagration-Grusinski (* 1950; † 2025), Direktor des Tumanischwili-Theaters in Tiflis, als ältester patrilinearer Abkömmling von Kartlien-Kachetiens letztem König, Giorgi XII., seit 1984 das Oberhaupt und der Thronprätendent der Bagratiden. Die Nachfahren der imeretischen Bagratiden-Linie haben diesen Anspruch 2007 bestätigt.
Der georgische orthodoxe Patriarch Ilia II. verfolgt seit dem Zusammenbruch der Sowjetunion und der Wiederherstellung der Unabhängigkeit Georgiens im Jahr 1991 zur Förderung der nationalen Einheit das Ziel einer Wiederherstellung der Monarchie in ganz Georgien unter einem Bagratiden-König. Zu diesem Zweck arrangierte er am 8. Februar 2009 die Heirat von David Bagration-Muchrani mit Anna Bagration-Grusinski, der ältesten Tochter von Nugsar Bagration-Grusinski. Diese Ehe, obgleich 2013 wieder geschieden, vereint die Grusinski- und die Muchrani-Zweige der georgischen Bagratiden-Dynastie in der Person des 2011 geborenen gemeinsamen Sohnes Giorgi, der als künftiger Thronprätendent für Georgien gilt und nach dem Wunsch des Patriarchen im Lande aufwächst.